# Liste des canonisations prononcées par Benoît XVI
Cette page dresse la liste des personnes canonisées par le pape Benoît XVI.
Lorsqu'une rigoureuse enquête canonique aboutie à la reconnaissance d'un miracle attribué à l'intercession d'un bienheureux, le pape signe le décret de canonisation. Seul le Souverain-Pontife a la capacité de canoniser, puisqu'il déclare de manière infaillible et définitive, que le nouveau saint est au Ciel et qu'il intercède pour les hommes. La canonisation conduit le culte du saint à l'échelle universelle. 
Au cours de son pontificat (2005-2013), le pape Benoît XVI a présidé 9 cérémonies de canonisations, dont 8 célébrées place Saint-Pierre à Rome et une à São Paulo au Brésil. Du fait de leur rareté et de leur importance pour les fidèles, les festivités d'une canonisation pouvaient s'étendre sur plusieurs jours, attirant à Rome des milliers de pèlerins.
Au total, le pape Benoît  XVI a proclamé 45 saints, les donnant comme modèles et intercesseurs aux croyants.

## 2005

### 23 octobre2005

#### Place Saint-Pierre,Vatican

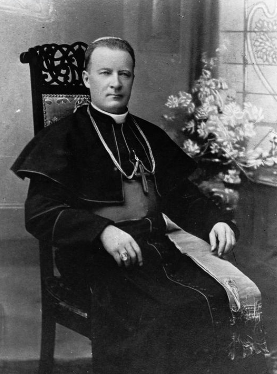
Saint Joseph Bilczewski (1860-1923), archevêque latin de Lwów. Il eut un grand souci des plus pauvres et fut un artisan de réconciliation entre les peuples slaves. Formateur de son clergé et des fidèles, et fut surnommé « l’apôtre de l’Eucharistie ».
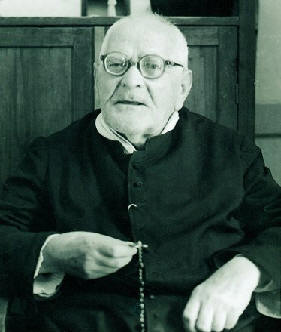
Saint Gaétan Catanoso (1879-1963), prêtre italien. Il déploya une activité sacerdotale en Calabre, et propagea la dévotion à la Sainte Face. Il fonda dans ce but des confréries, un sanctuaire et la congrégation des Sœurs Véronique de la Sainte Face.
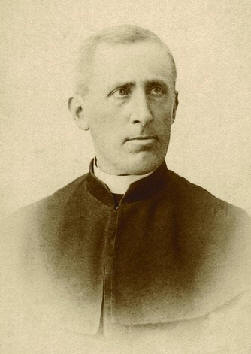
Saint Sigismond Gorazdowski (1845-1920), prêtre polonais. Il fonda de nombreuses institutions caritatives et notamment les Sœurs de Saint Joseph de Cracovie. Il est qualifié d'authentique perle du clergé latin de Lviv.
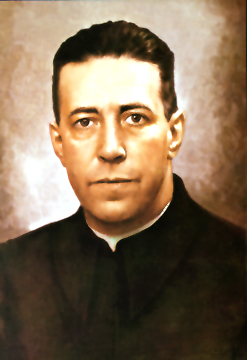
Saint Albert Hurtado (1901-1952), prêtre jésuite chilien. Très engagé dans l'apostolat social, avec une attention particulière pour les enfants et les familles défavorisées, il est le fondateur de l'œuvre Hogar de Cristo.
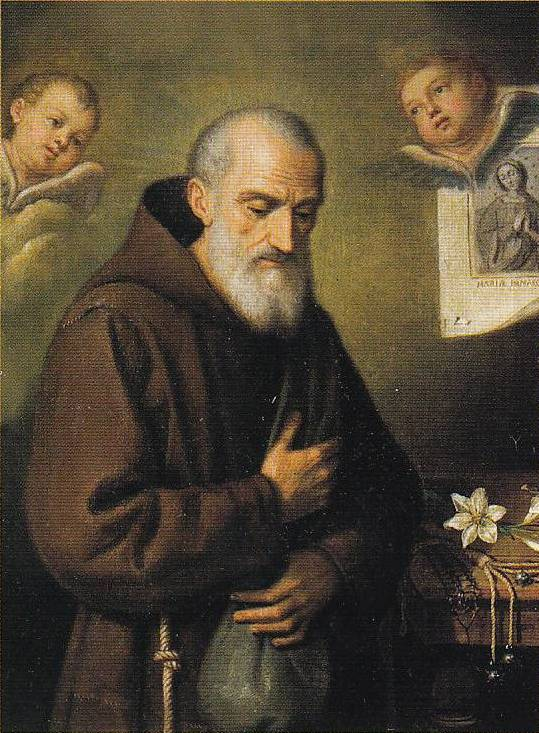
Saint Félix de Nicosie (1715-1787), frère lai capucin italien. Chargé de mendier de la nourriture pour son couvent, l'exemple de sa vie et ses miracles suscitèrent la ferveur de la population. Il s'adonna à de dures pénitences et se dévoua aux pauvres.

## 2006

### 15 octobre2006

#### Place Saint-Pierre,Vatican

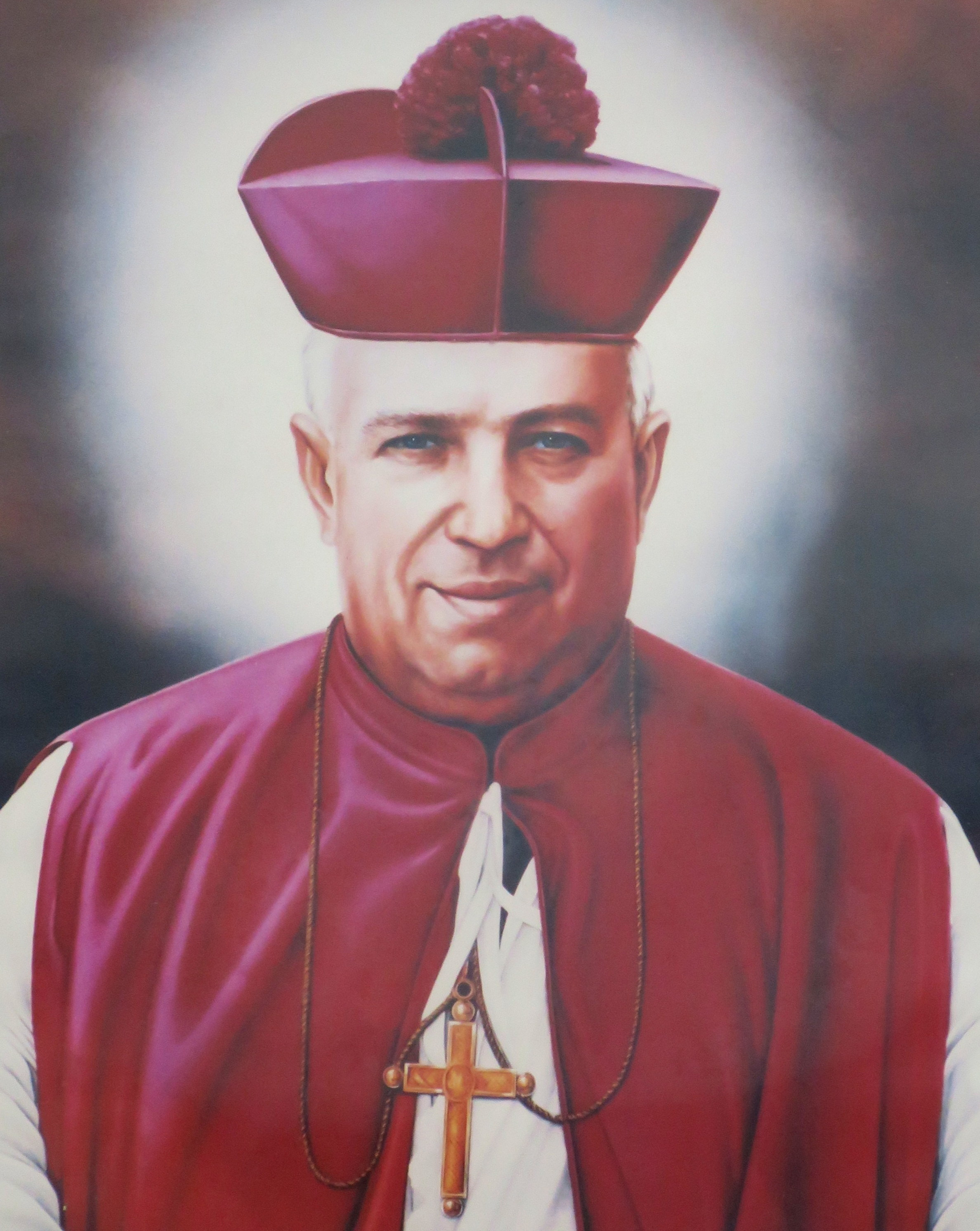
Saint Raphaël Guízar Valencia (1878–1938), évêque mexicain de Veracruz. Il organisa des centaines de missions populaires, subit l'exil et la persécution par le régime anticlérical,  fonda un séminaire et acquit le surnom d'« évêque des pauvres ».
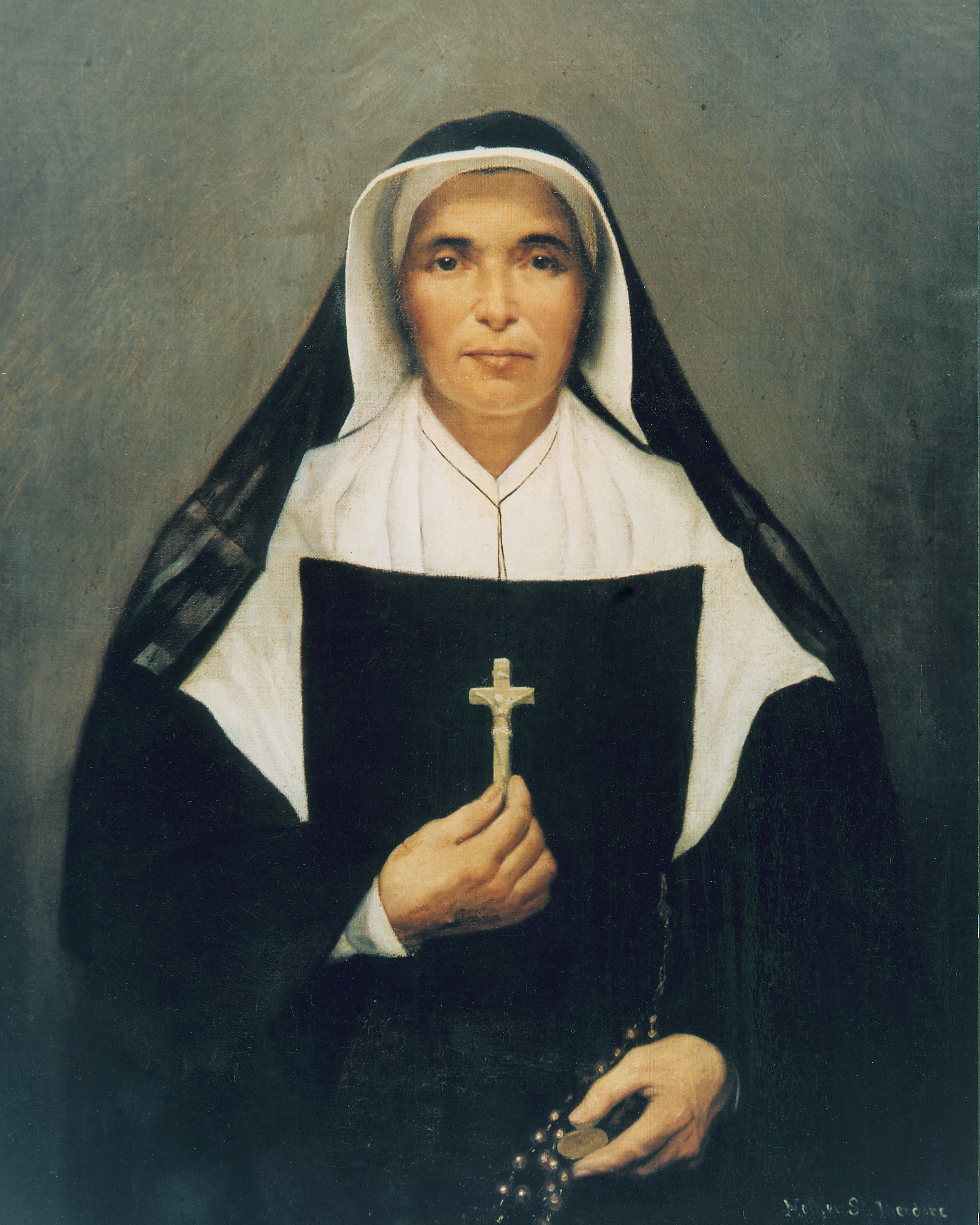
Sainte Théodore Guérin (1798–1856), religieuse française, missionnaire aux Etats-Unis où elle fonda les Sœurs de la Providence de Saint Mary-of-the-Woods, pour l'instruction chrétienne.
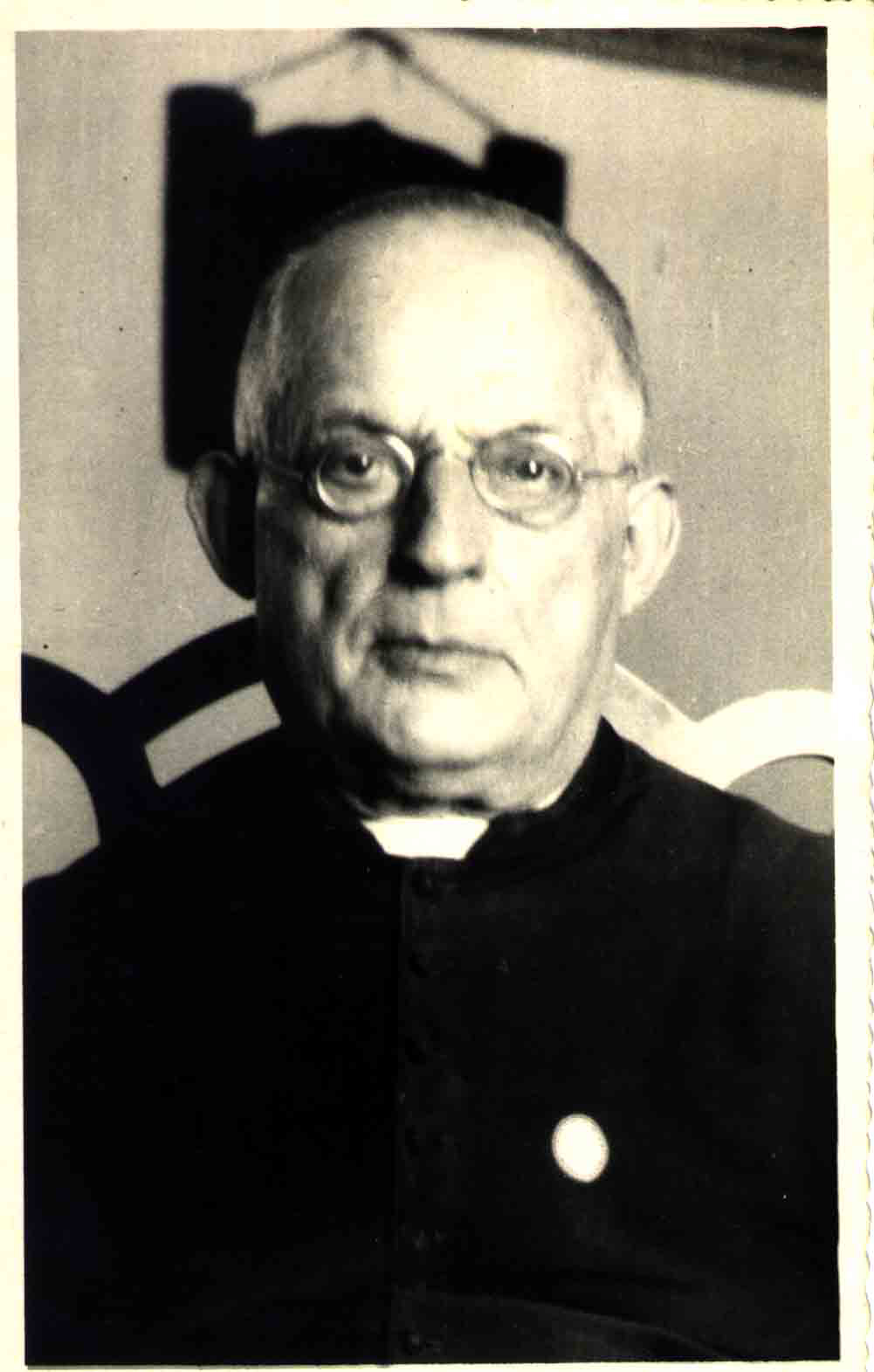
Saint Philippe Smaldone (1848–1923), prêtre italien, qui s’illustra dans l’apostolat auprès des sourds-muets. Il est le fondateur des Salésiennes des Sacrés-Cœurs vouées à cet apostolat.
Sainte Rosa Venerini (1656–1728), religieuse italienne, pionnière de l'éducation des jeunes fille, elle fonda la congrégation des Pieuses Maîtresses Venerini.

## 2007

### 11 mai2007

#### São Paulo,Brésil

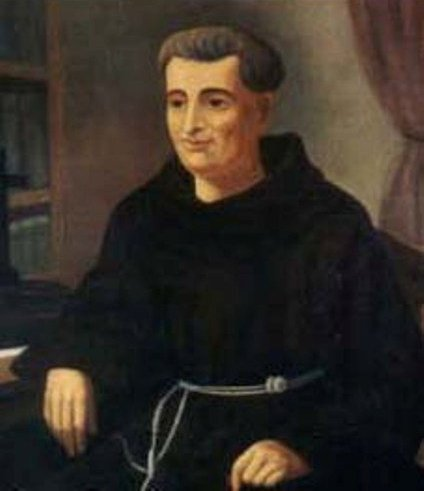
Saint Antoine Galvão (1739-1822)

### 3 juin2007

#### Place Saint-Pierre,Vatican

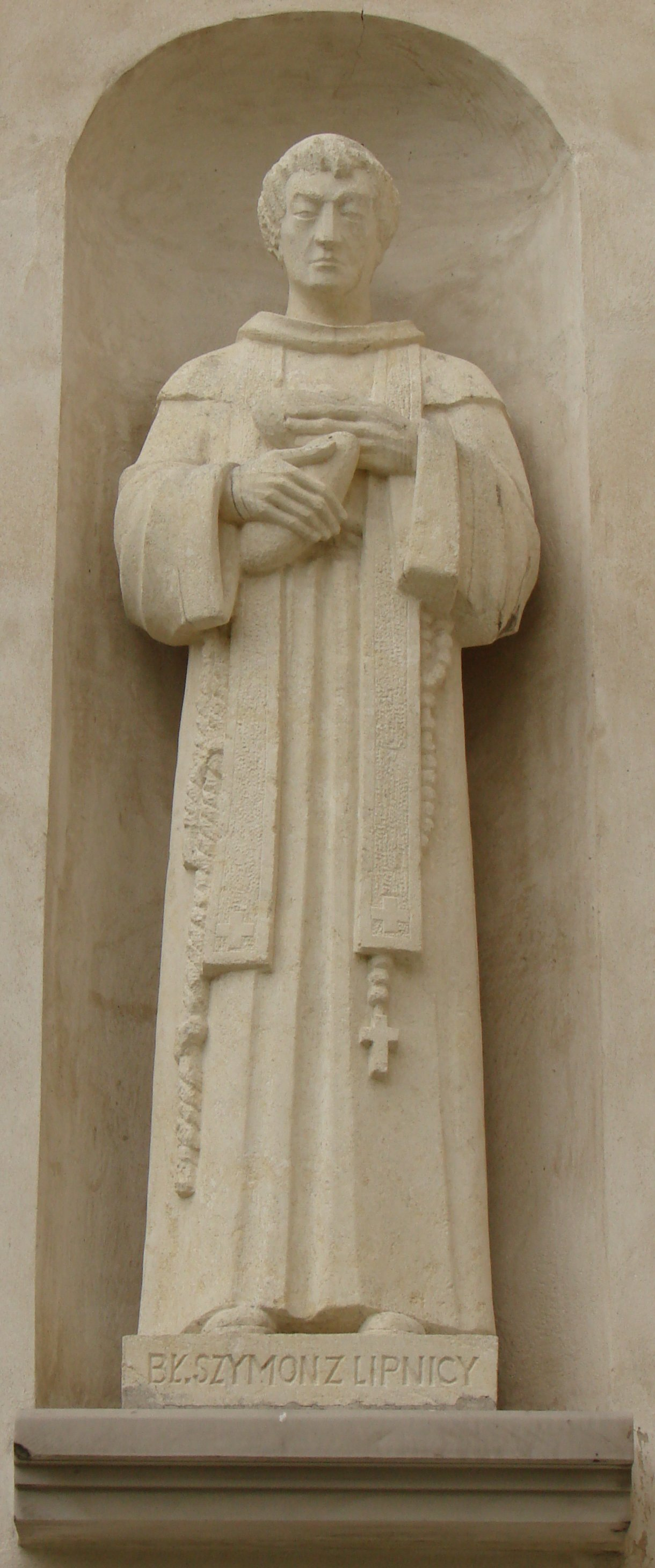
Saint Simon de Lipnica (1435-1482)
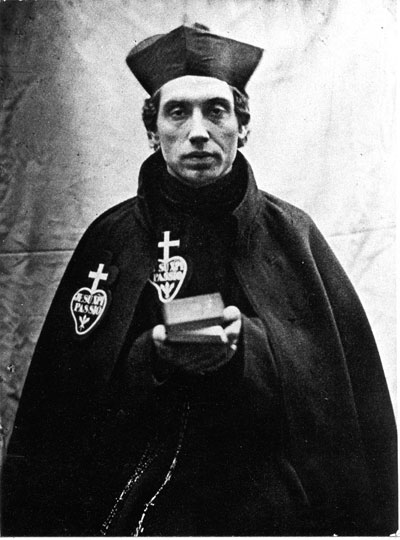
Saint Charles de Saint-André (1821-1893)
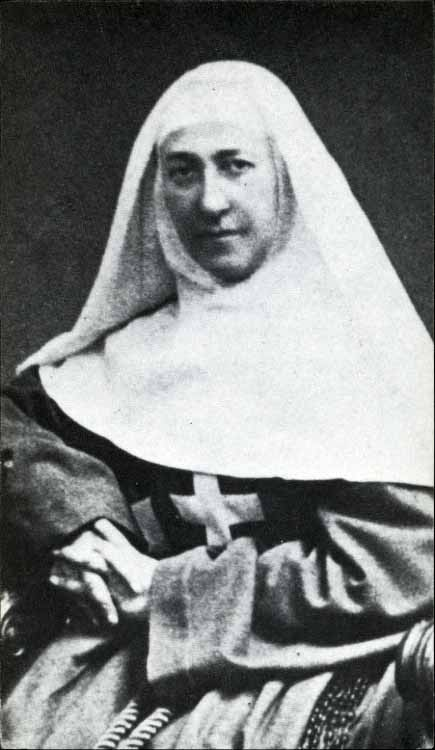
Sainte Marie-Eugénie de Jésus (1817-1898)

## 2008

### 12 octobre2008

#### Place Saint-Pierre,Vatican

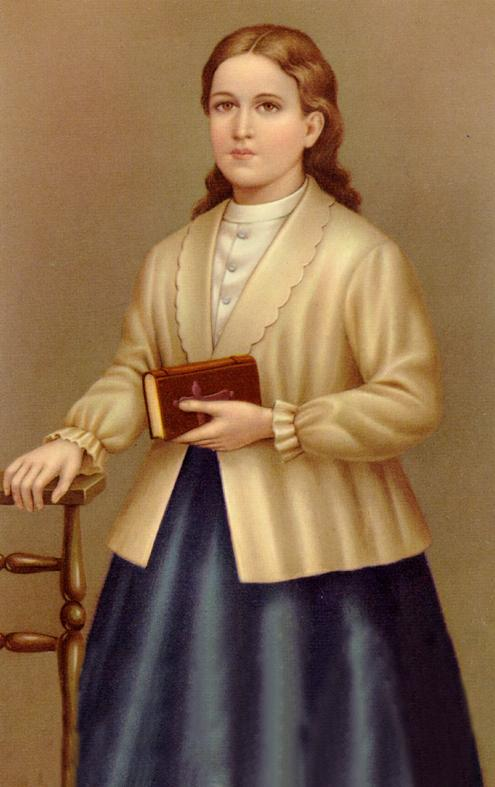
Sainte Narcisse de Jésus Martillo Morán (1832-1869), laïque équatorienne.  Elle mena une vie quasi monastique, faite de dures pénitences et de prières, tout en s'adonnant au soin des pauvres. Elle fut favorisée de nombreux dons, comme celui de la prophétie et de la guérison.
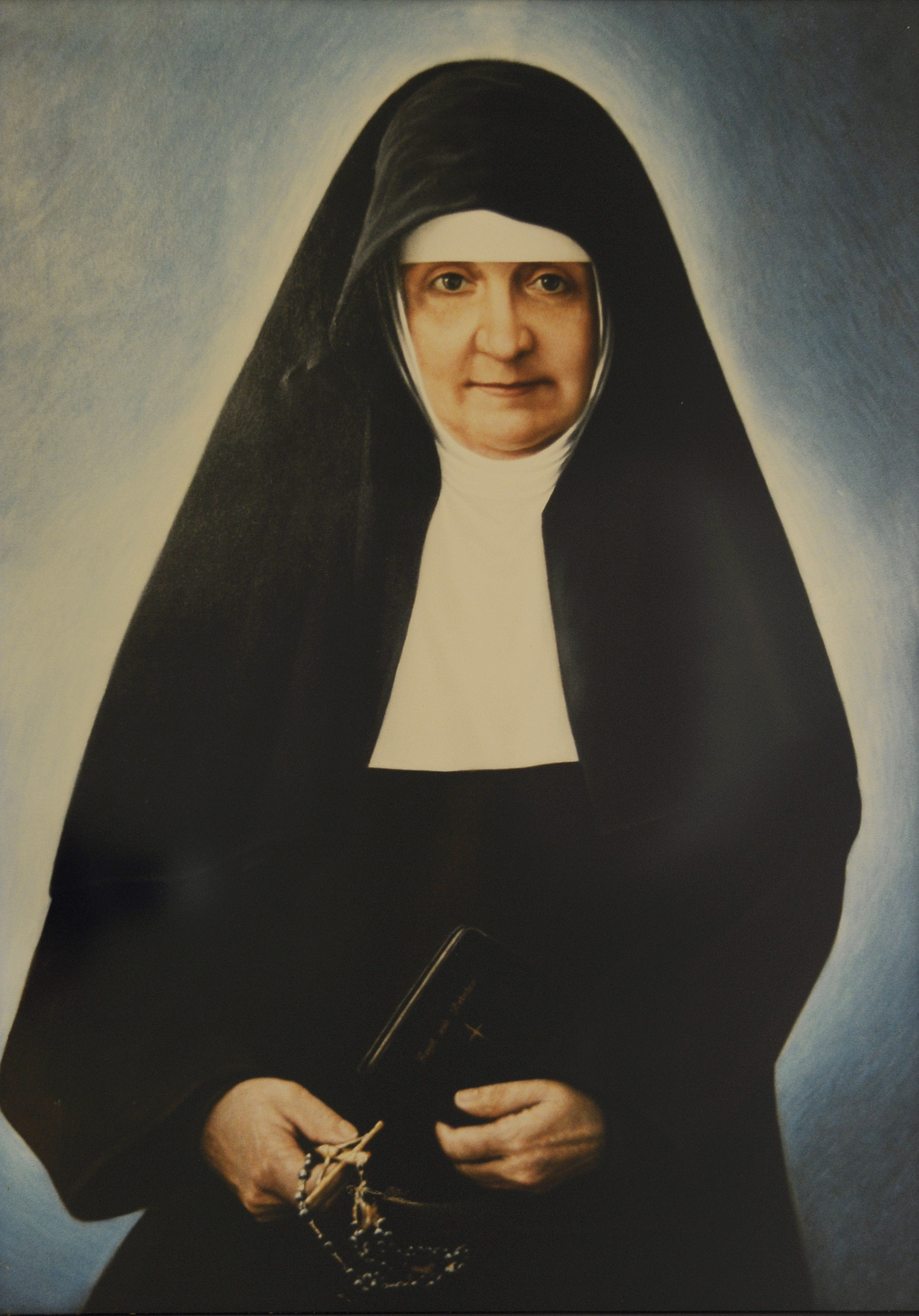
Sainte Marie Bernarde Bütler (1848-1924)
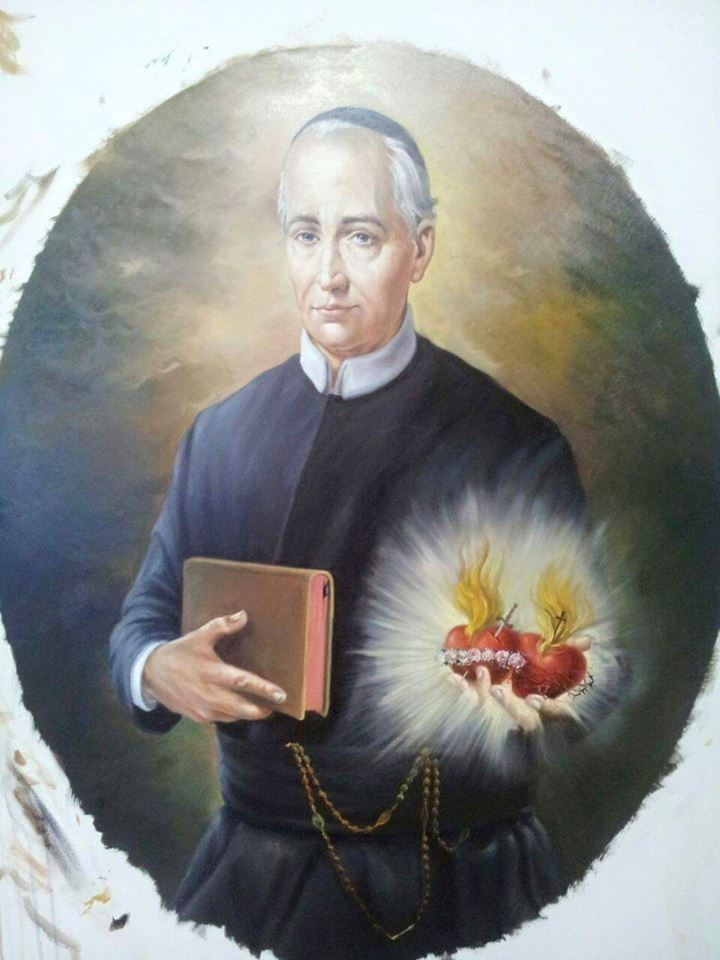
Saint Gaétan Errico (1791-1860)
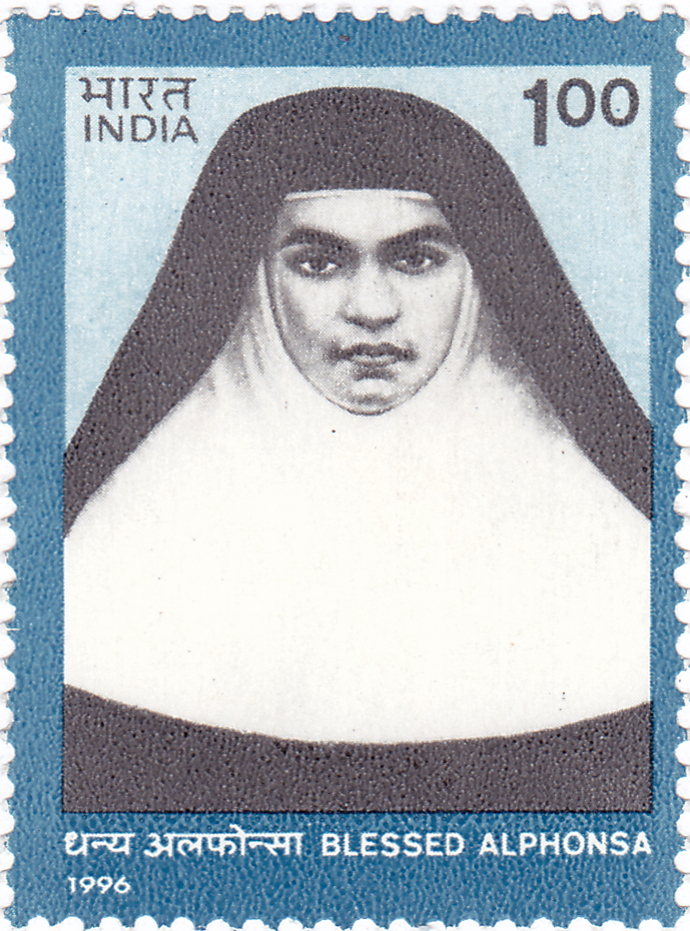
Sainte Alphonsine de l’Immaculée (1910-1946)

## 2009

### 26 avril2009

#### Place Saint-Pierre,Vatican

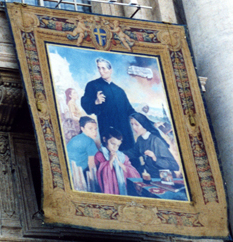
Saint Arcangèle Tadini (1846-1912), prêtre italien, apôtre de la classe ouvrière, il fonda à cet effet les Sœurs ouvrières de la Sainte Maison de Nazareth et l'association Ouvrière de Secours Mutuel.
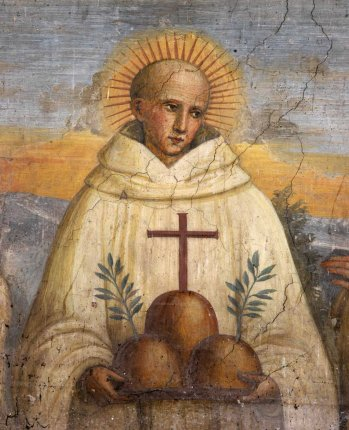
Saint Bernard Tolomei (1272-1348), abbé bénédictin italien, son exemple de vie  ascétique et radicale lui amena de nombreux disciples, avec lesquels il fonda l'ordre du Mont-Olivet, qu'il dirigea avec sagesse pendant 27 ans.
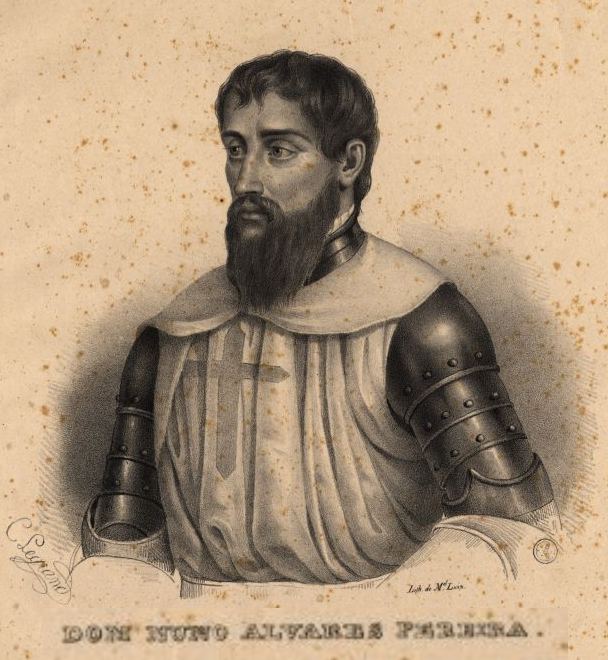
Saint Nuno Álvares Pereira (1360-1431), connétable de Portugal, reconnu comme un génie militaire et un grand chef de guerre, il abandonna tout à la mort de sa femme, vendit tous ses biens, afin de fonder un couvent carme, où il entra comme frère lai, faisant l'édification de tous par sa piété et son humilité.
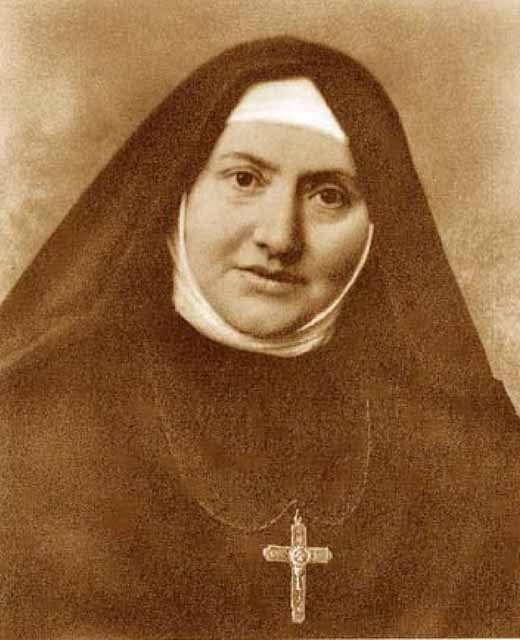
Sainte Gertrude Comensoli (1847-1903), religieuse italienne, qui fonda, au milieu de grandes difficultés, les   Sœurs sacramentines de Bergame, pour l'adoration eucharistique et l'instruction chrétienne.
Sainte Catherine Volpicelli (1839-1894), religieuse italienne. Comme laïque, elle  déploya un important apostolat à Naples, notamment la promotion du culte eucharistique, et fonda à cet effet les Servantes du Sacré-Cœur.

### 11 octobre2009

#### Place Saint-Pierre,Vatican

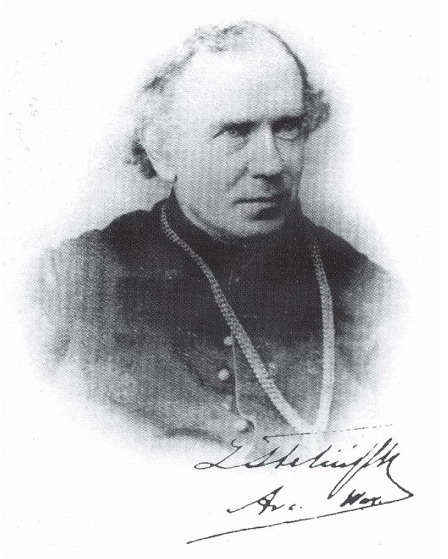
Saint Zygmunt Szczęsny Feliński (1822-1895)
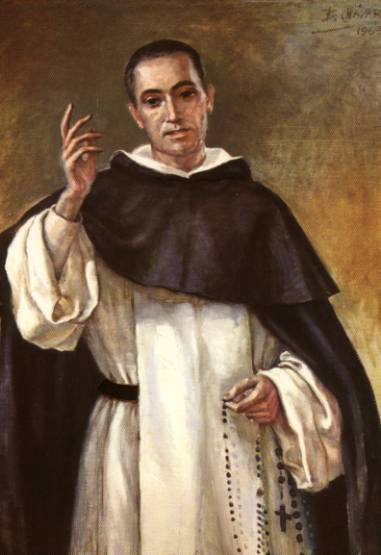
Saint François Coll Guitart (1812-1875)
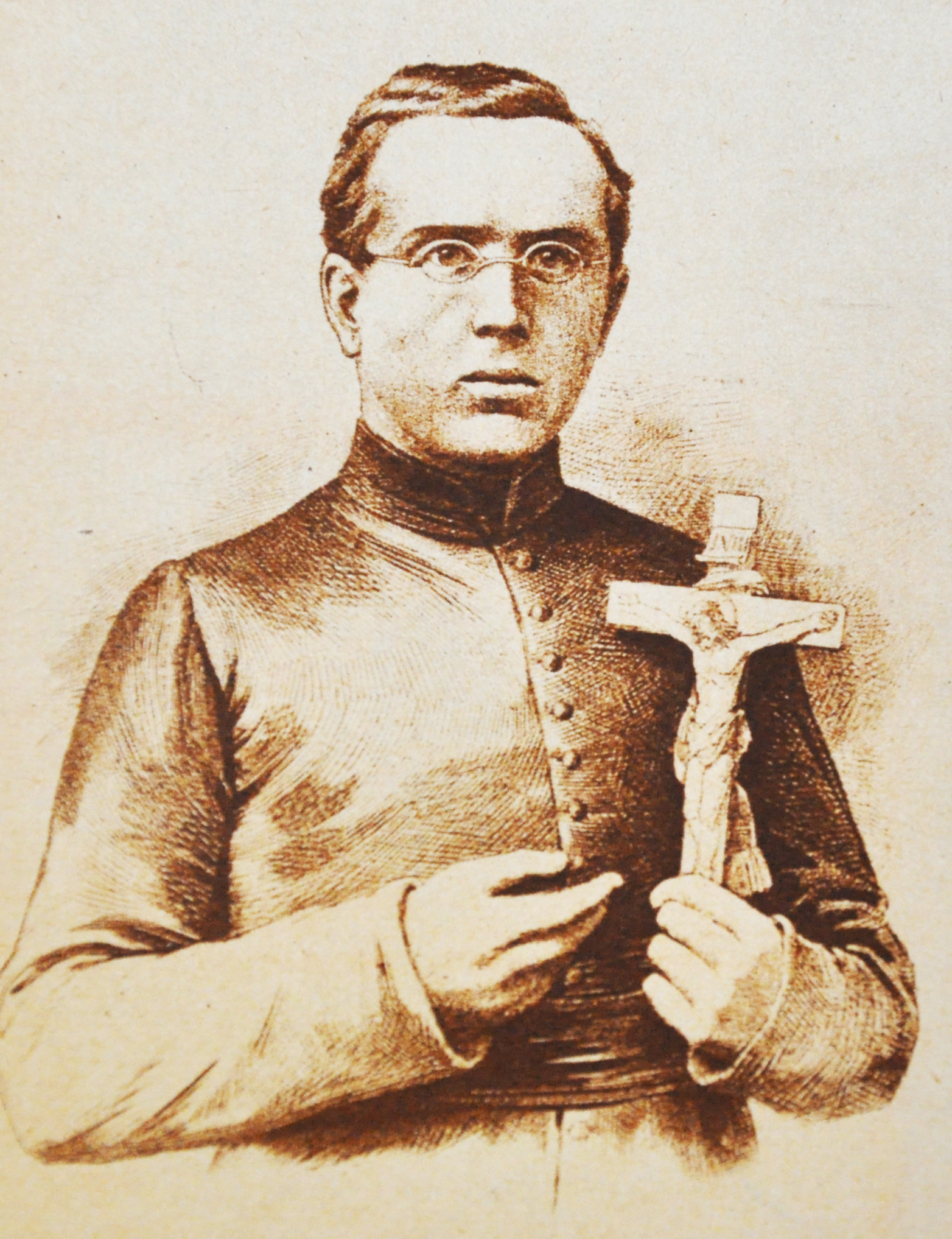
Saint Damien de Veuster (1840-1889)
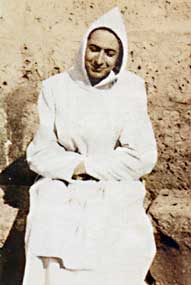
Saint Raphaël Arnáiz Barón (1911–1938)
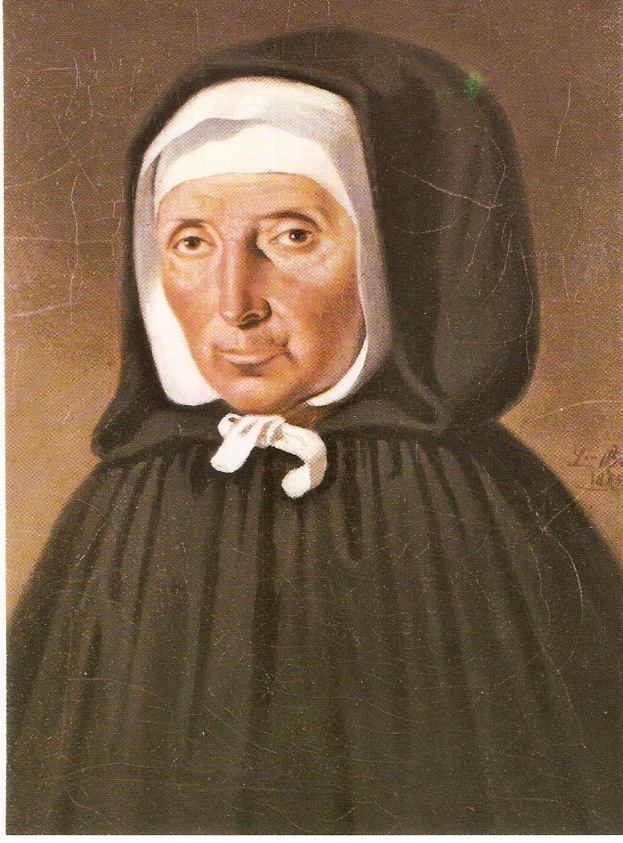
Sainte Jeanne Jugan (1792-1879)

## 2010

### 17 octobre2010

#### Place Saint-Pierre,Vatican

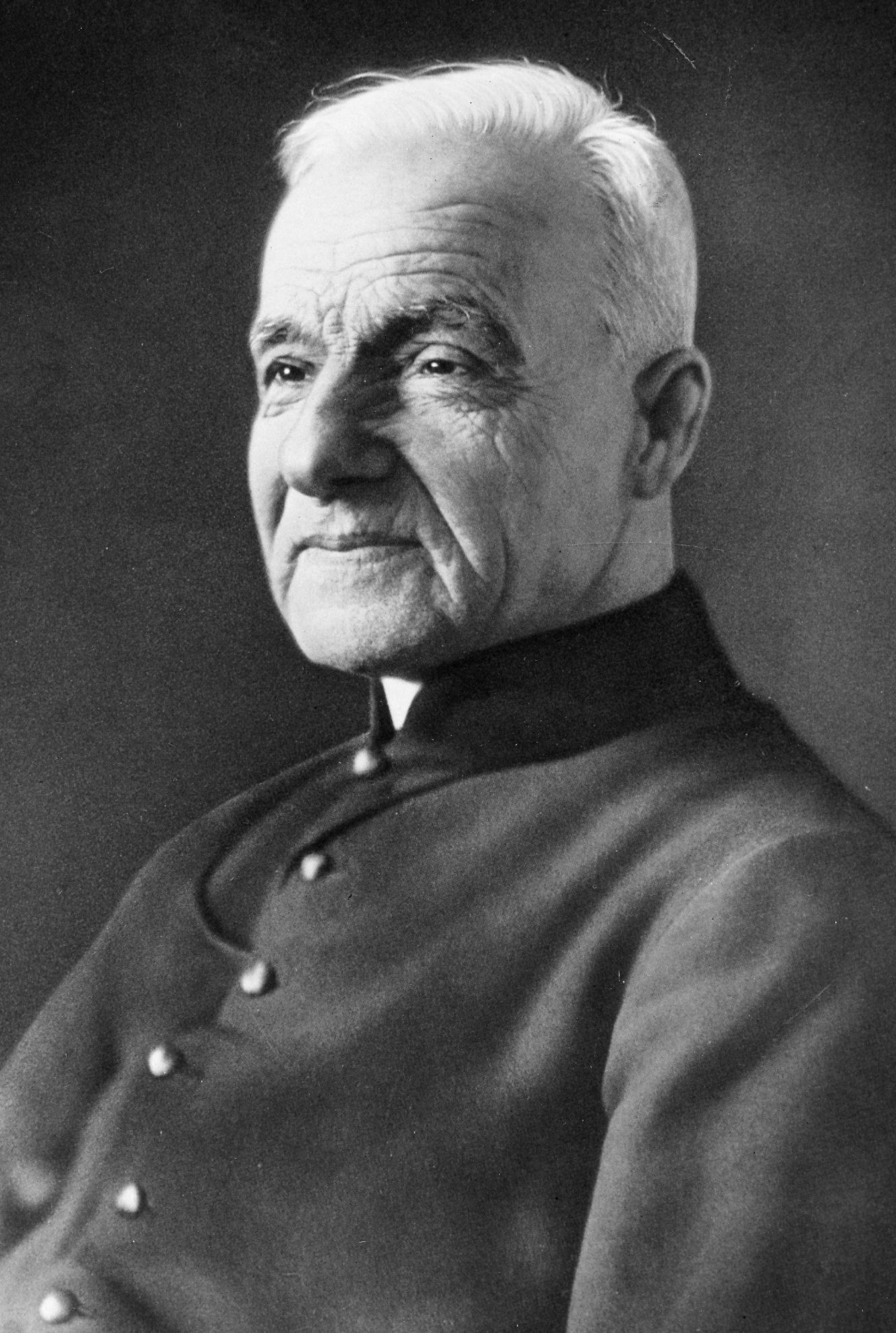
Saint André Bessette (1845-1937), religieux canadien de la congrégation de Sainte-Croix. Ignorant et simple portier, il fut toutefois gratifié de dons de guérison et de prophétie, qui attirèrent des foules considérables. Grand dévôt de saint Joseph, il fit construire la Basilique du Mont-Royal.
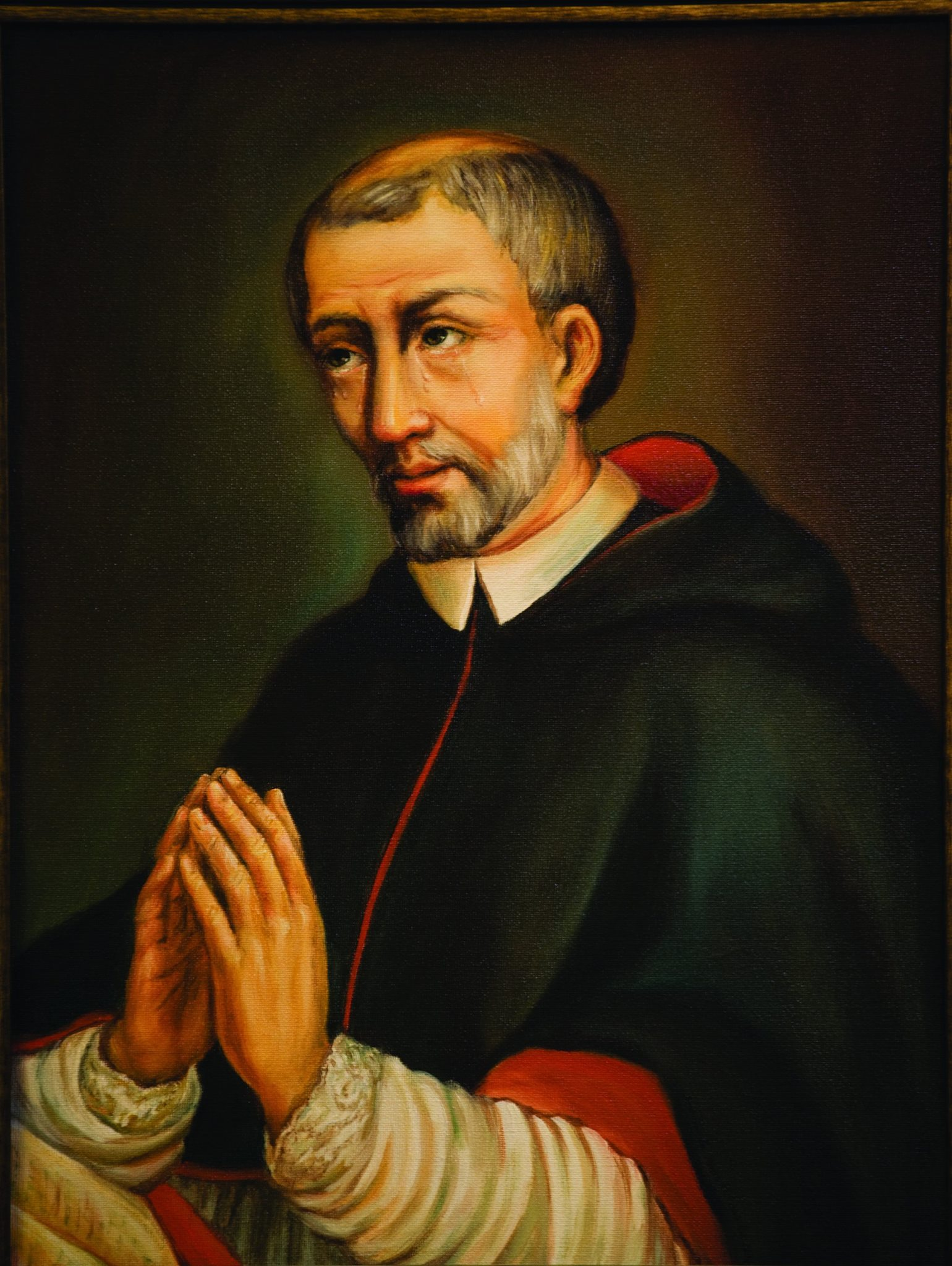
Saint Stanislas Kazimierczyk (1433-1489), prêtre polonais. Prédicateur de renom, confesseur recherché des fidèles, il fut aussi un  propagateur de la dévotion à l'eucharistie. Il mena une vie faites de dures pénitences et était admiré pour son humilité extrême.
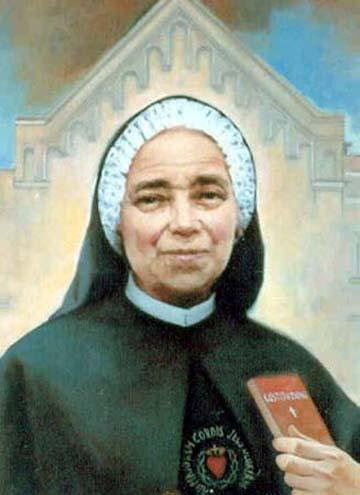
Sainte Julie Salzano (1846-1929), religieuse italienne. Animée d'une intense vie spirituelle, elle se dépensa sans relâche, jusqu'à sa mort, à transmettre la foi catholique aux enfants, et fonda dans ce but les Sœurs catéchistes du Sacré-Cœur.
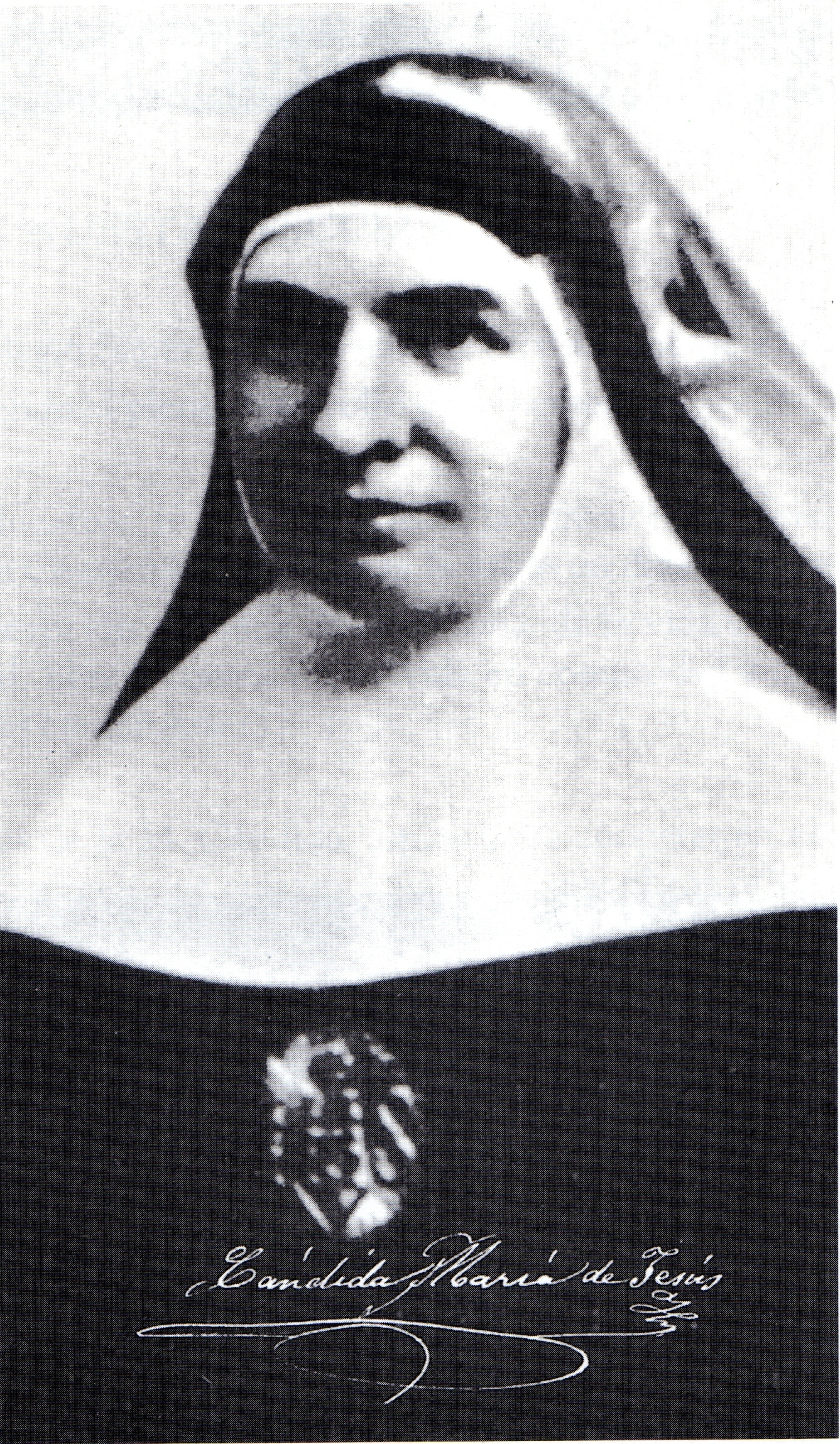
Sainte Candide Marie de Jésus (1845-1912), religieuse espagnole. Elle entraîna à sa suite de nombreuses jeunes femmes pour fournir une aide à l'éducation chrétienne des enfants, et fonda dans ce but les  Filles de Jésus.
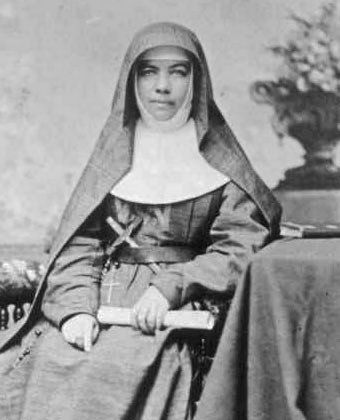
Sainte Mary MacKillop (1842-1909), religieuse australienne. Elle fonda les  Sœurs de Saint-Joseph du Sacré-Cœur, pour le soin des pauvres, des malades, des orphelins, et pour l'éducation chrétienne des enfants. À la suite d'accusations calomnieuses, elle fut injustement excommuniée, mais accepta tout par obéissance. Réhabilitée, elle poursuivit son dévouement total aux nécessiteux à travers toute l'Australie.
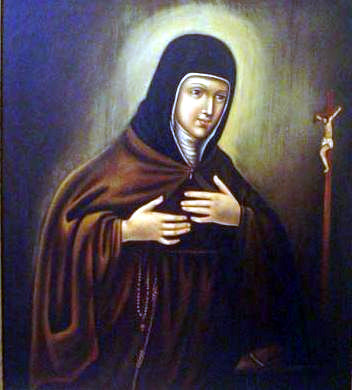
Sainte Camilla Battista da Varano (1458 - 1524), religieuse de l'ordre des clarisses.

## 2011

### 23 octobre2011

#### Place Saint-Pierre,Vatican

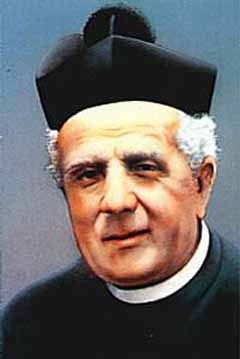
Saint Louis Guanella (1842-1915), prêtre catholique italien, fondateur des Filles de Sainte Marie de la Divine Providence et des Serviteurs de la charité
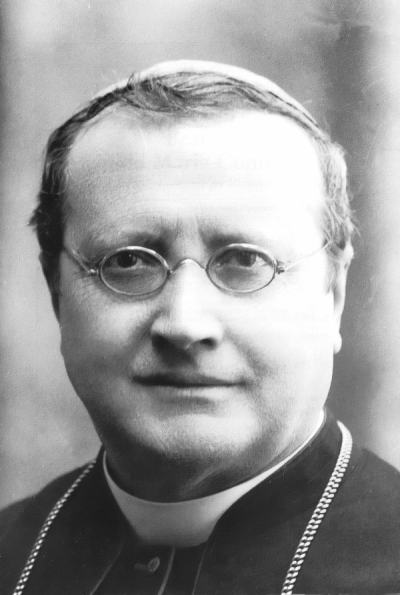
Saint Guy Marie Conforti (1865-1931), évêque de Parme, fondateur de la pieuse Société de saint François Xavier pour les missions étrangères.
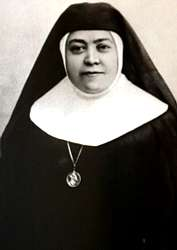
Sainte Bonifacia Rodriguez Castro (1837-1905), religieuse espagnole, fondatrice des Servantes de Saint Joseph pour l'instruction et le soin spirituel des ouvrières.

## 2012

### 10 mai2012

#### Canonisation équipollente[1]

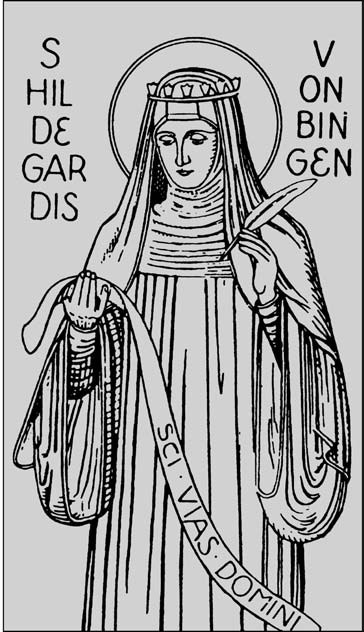
Sainte Hildegarde de Bingen (1098-1179), religieuse bénédictine, mystique rhénane, compositrice et femme de lettres, ses écrits ont contribué au développement de la théologie, des sciences de la nature et de la musique. Elle a été déclarée Docteur de l'Église.

### 21 octobre2012

#### Place Saint-Pierre,Vatican

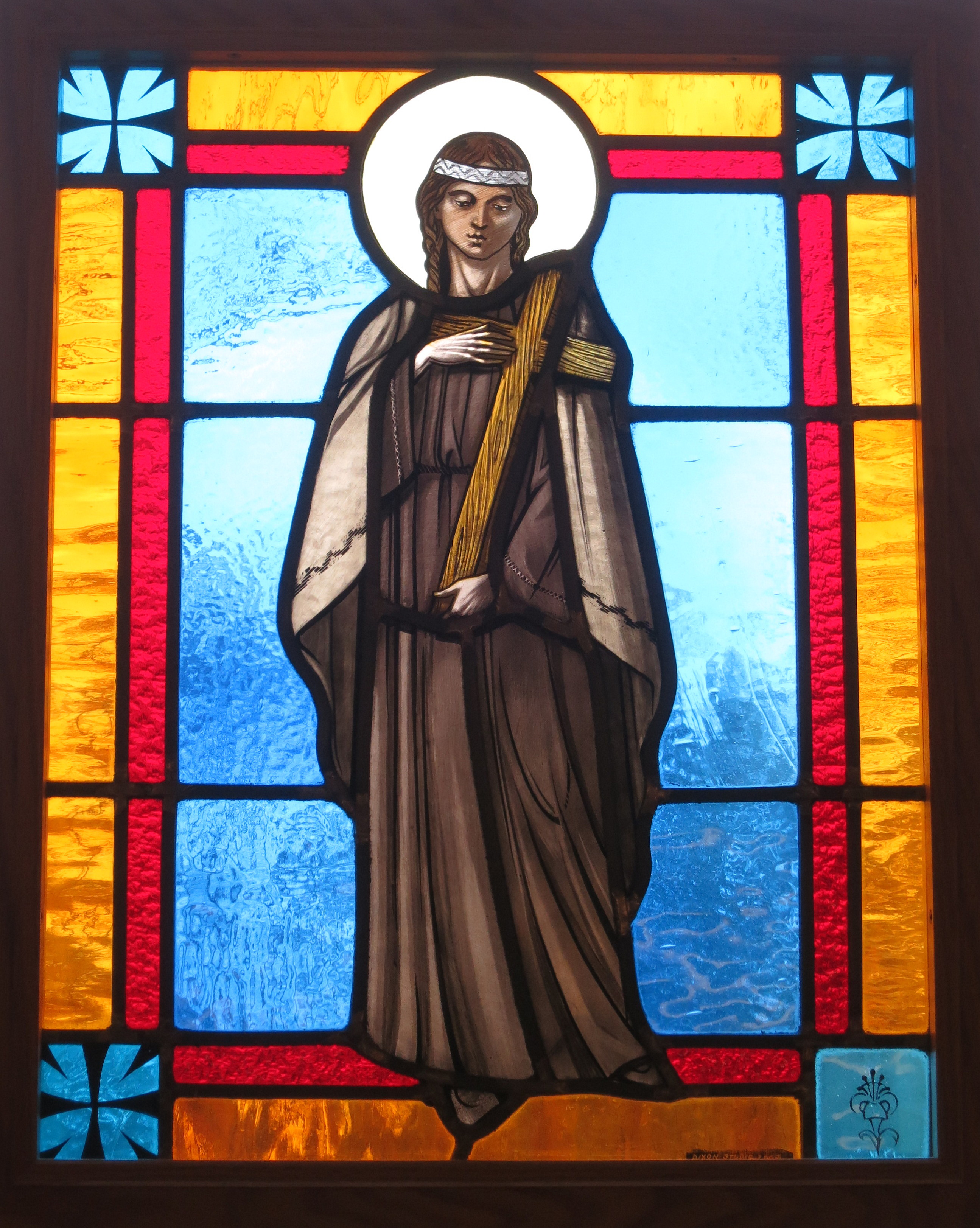
Sainte Kateri Tekakwitha (1656-1680), laïque amérindienne Mohawks. Elle supporta de nombreuses persécutions de la part des siens à cause de sa conversion à la foi catholique. Elle fait vœu de chasteté, mène une vie pleine de mortifications, et vit la maladie qui la conduit à la mort comme une offrande d'elle-même à Dieu.
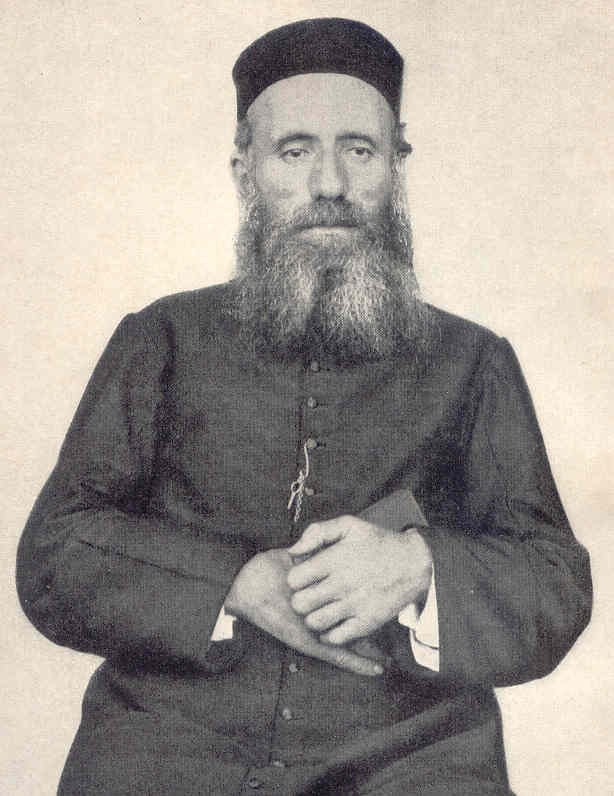
Saint Jacques Berthieu (1838-1896), prêtre jésuite français et martyr. Missionnaire à Madagascar, il déploya de nombreuses activités pour propager la foi chrétienne. Lors d'une insurrection des indigènes, il fut arrêté, torturé, et parce qu'il refusa de renier sa foi, fut fusillé.
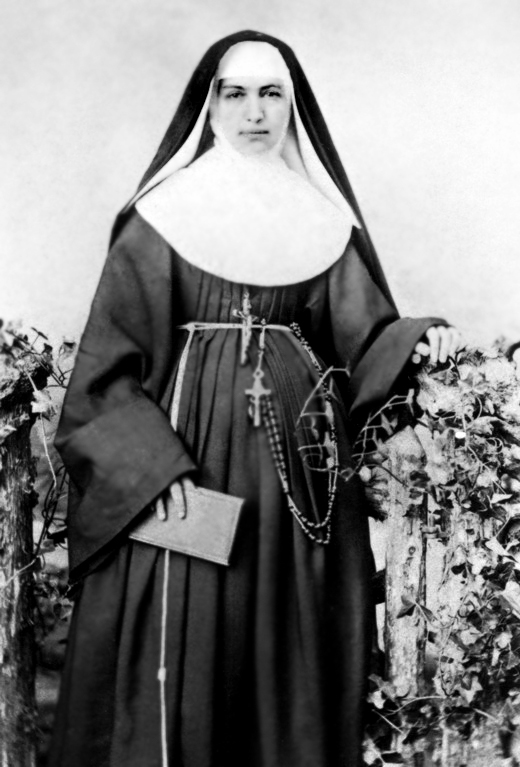
Sainte Marianne Cope (1838-1918), religieuse franciscaine de Syracuse germano-américaine, qui abandonne tout pour être missionnaire sur les îles d'Hawaï, notamment à Molokai, où elle est l'apôtre des lépreux, se dévouant à leur rendre leur dignité par la création d'écoles, d'hôpitaux et en les éduquant dans la foi chrétienne.
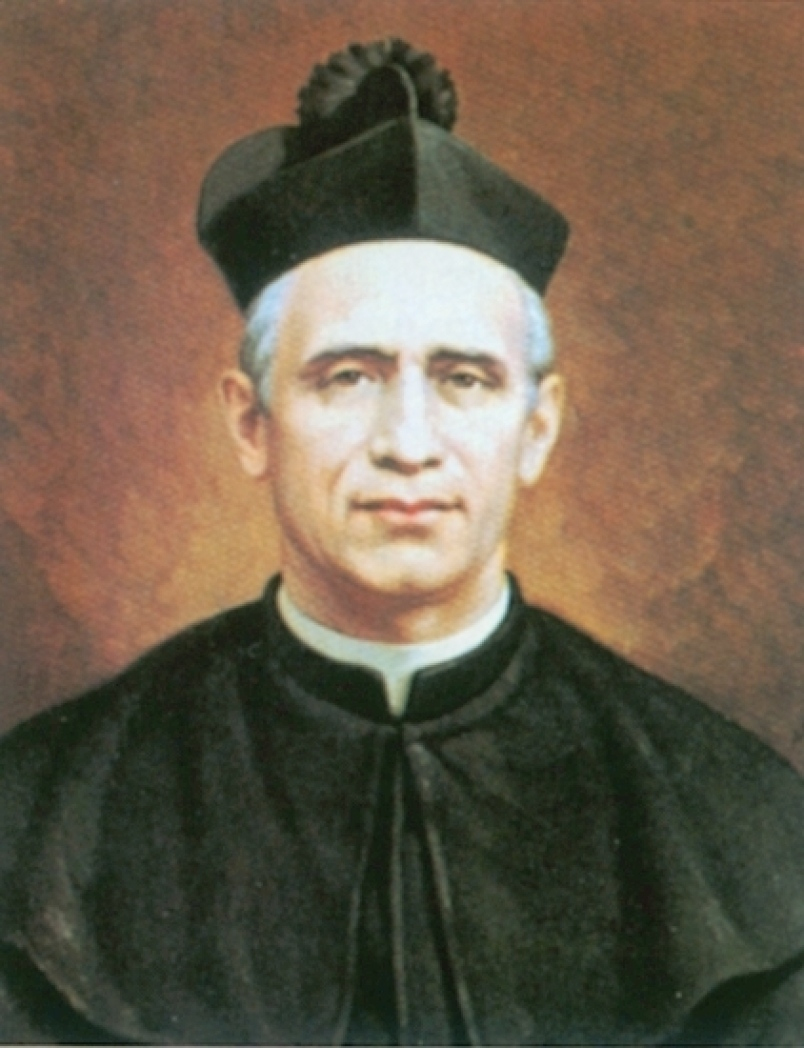
Saint Jean Baptiste Piamarta (1841–1913), prêtre italien. Particulièrement engagé auprès de la jeunesse ouvrière, il chercha à leur apporter une aide humaine et spirituelle, et fonda dans ce but la congrégation de la Sainte Famille de Nazareth
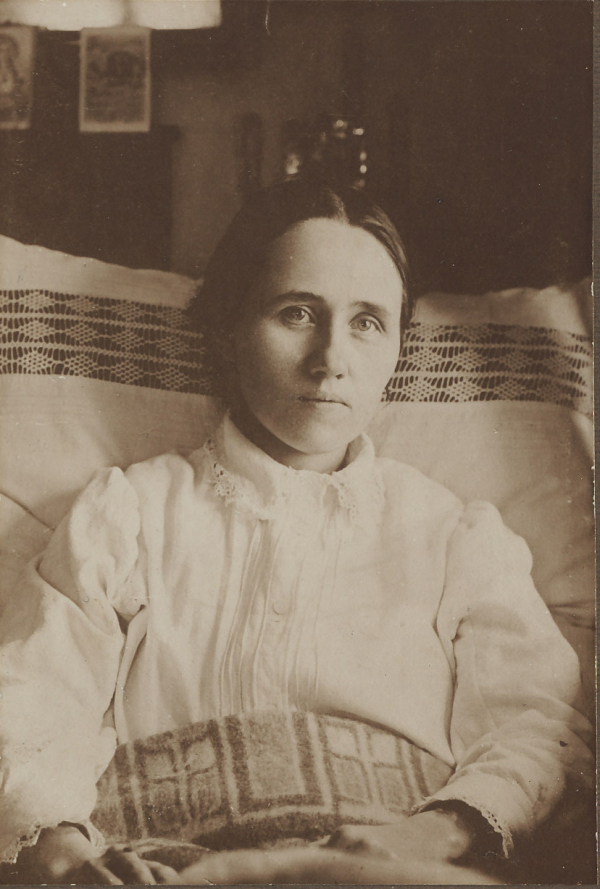
Sainte Anna Schäffer (1882-1925), laïque allemande. Invalide à la suite d'un accident domestique, elle offrit à Dieu ses souffrances pour le salut des âmes, tout au long de sa vie. Favorisée de dons mystiques (visions, stigmates), elle recevait de nombreux visiteurs venus chercher ses conseils et prières.
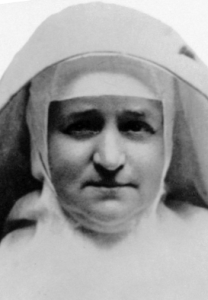
Sainte Carmen Sallés y Barangueras (1848 – 1911), religieuse espagnole fondatrice des Conceptionistes Missionnaires de l'Enseignement